# Tuerie de Lordsburg

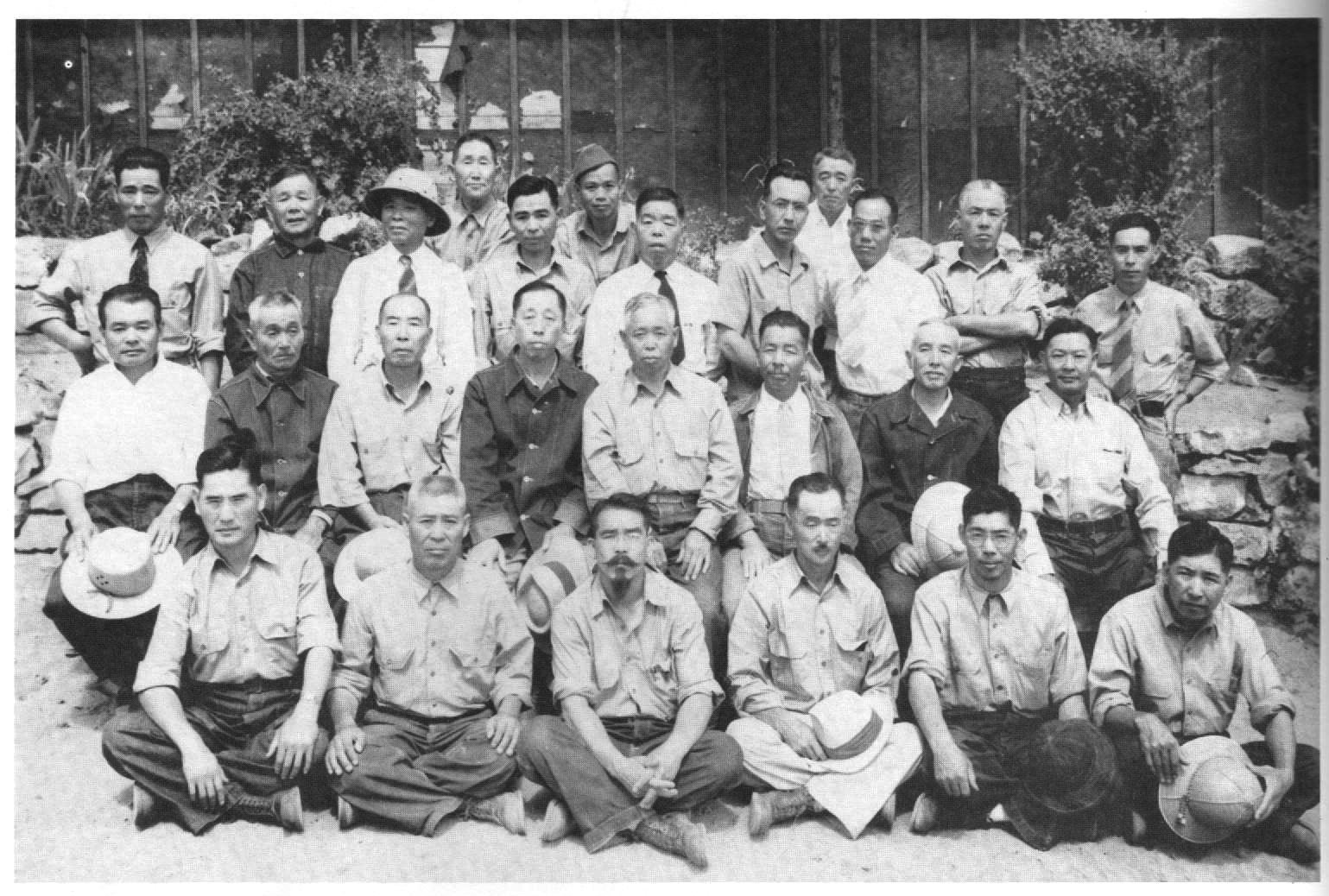
Internés japonais originaires des régions de Monterey, Salinas et Watsonville en Californie, internés au camp de Lordsburg.

Les meurtres de Lordsburg font référence à la fusillade de deux hommes âgés nippo-américains, nommés Toshiro Kobata et Hirota Isomura, dans un camp d'internement à l'extérieur de Lordsburg, au Nouveau-Mexique, le 27 juillet 1942. Le tireur, le soldat de première classe Clarence Burleson, est accusé de meurtre, avant d'être ensuite acquitté après avoir témoigné qu'il suivait le protocole militaire,.

## Contexte
Le camp de Lordsburg était à l'origine un camp étranger ennemi géré par le ministère de la Justice. La construction débute peu de temps après l'attaque japonaise sur Pearl Harbor le 7 décembre 1941, et le site choisi pour l'installation est juste à l'extérieur de la petite ville désertique de Lordsburg, dans le coin sud-ouest du Nouveau-Mexique. Le camp se compose de trois enceintes, chacune avec une caserne, des latrines, etc. Le premier groupe d'internés, tous des hommes de Californie, arrive dans la première semaine de juin 1942, et d'autres les suivirent. Ils sont considérés comme « potentiellement dangereux » par le FBI qui déclare que leur « incarcération [était] essentielle pour la sécurité nationale ».
L'incident du 27 juillet n'était pas la première fusillade à se produire dans le camp. Bien que le ministère de la Justice ait géré le camp, l'armée des États-Unis était chargée de livrer les internés via le Southern Pacific Railroad. Afin d'éviter d'effrayer la population civile locale, l'armée débarquait les internés dans une gare ferroviaire, connue sous le nom d'Ulmoris Siding, à environ trois kilomètres du camp, et promenait les internés à travers le désert très tard dans la nuit ou tôt le matin. Une dépêche de 1978 du Bureau de l'historien d'État du Nouveau-Mexique décrit l'une de ces marches nocturnes : « Un interné âgé s'est précipité à travers champs, et bien que ses amis l'avertissent en japonais et que les gardes appellent « Halte ! », il a continué à courir dans une panique apparente jusqu'à ce qu'il soit abattu,».

## La tuerie
Dans la nuit du 27 juillet 1942, un groupe de 147 hommes japonais est transporté vers le camp Lordsburg depuis un autre camp à Fort Lincoln, dans le Dakota du Nord. Après être descendus du train à Ulmoris Siding, Toshiro Kobata et Hirota Isomura marchent ensemble et derrière tous les autres. Tous deux avaient la cinquantaine et ne pouvaient pas suivre le rythme. Kobata souffrait de tuberculose depuis 16 ans selon son ami Hiroshi Aisawa. Fukujiro Hoshiya, un bon ami d'Isomura, rapporte « qu'il s'était blessé à la colonne vertébrale... il y a des années, en tombant d'un bateau. Au camp de Bismarck [Dakota du Nord], il marchait le plus voûté ». Il a également été dit que « tout le corps d'Hoshiya tremblait » lorsqu'il se levait et qu'il ne pouvait pas courir,.
La fusillade a eu lieu au cours de la randonnée de trois kilomètres à travers le désert de Chihuahuan. Clarence Burleson vit les deux internés s'éloigner de la route. Selon le rapport officiel, Burleson cria « Halte ! à deux reprises avant de tirer sur les deux hommes avec un fusil de chasse à environ 28 mètres. L'autopsie révélera neuf plombs chacun dans la partie médiane gauche de leur dos, indiquant que le tir s'était produit à courte distance. Il fut également révélé que les deux hommes avaient demandé aux gardes d'utiliser des toilettes, mais cela leur avait été refusé, suggérant que les victimes avaient peut-être quitté la route pour se soulager,.
Voici une partie de la réponse officielle du gouvernement :

« Après être entrés dans la réserve mais avant qu'ils ne soient dans l'enceinte du camp, Hirota Isomura et Toshiro Kobata
ont soudainement fait une pause et ont commencé à courir vers la limite de la réserve. Le garde leur a crié à deux reprises de s'arrêter et, comme son ordre n'a pas été suivi, il a tiré conformément à ses instructions permanentes. Hirota Isomura mourut sur le coup et Toshiro Kobata quelques heures plus tard. Une enquête sur les circonstances a été menée sur-le-champ. La cour martiale a été vigoureusement poursuivie et tous les faits ont été développés. Il en est résulté d'un acquittement. »

## Conséquences
Au début, Burleson est traité comme un héros pour avoir arrêté une « tentative d'évasion ». Un officier de l'établissement récupéra même les cartouches de fusil de chasse utilisées dans le meurtre comme souvenirs et déclara que Burleson « méritait une médaille ». L'état-major de l'armée, en revanche, n'a pas pris l'incident à la légère et a immédiatement ouvert une enquête sur l'affaire. En conséquence, Burleson fut finalement arrêté, accusé d'avoir commis un meurtre « volontairement et légalement », puis envoyé au quartier général de la 8e armée à Fort Bliss, au Texas, devant une cour martiale. Il n'est pas poursuivi pour « homicide volontaire » car, d'après Burleson, les prisonniers tentaient de s'enfuir et il ne faisait que suivre les ordres permanents. Par conséquent, les accusations de meurtre sont réduites à un homicide involontaire et il est acquitté,.
Le résultat de la cour martiale ne plait pas à tout le monde. Le gouvernement du Japon dirigé par le Premier ministre Hideki Tōjō protesta contre le meurtre, après en avoir entendu parler par des internés ayant été expatriés, et déposa une plainte officielle. Les Japonais déclarèrent qu'« il est inconcevable que des invalides âgés à peine capables de marcher aient tenté de s'échapper alors qu'ils étaient sous escorte militaire »,.
Un interné japonais, Sematsu Ishizaki, affirma que le commandant du camp, le colonel Clyde Lundy, avait ordonné la mort de Kobata et Isomura. Apparemment, les deux hommes avaient participé à une manifestation contre les conditions de travail dans le camp et Lundy voulait en faire un exemple pour avoir défié son autorité.
À l'heure actuelle, les casernes, le béton et les fondations de certains des bâtiments du camp peuvent encore être visités, en plus d'un repère historique situé à proximité du site.
Le repère se lit comme suit :

« Camp de Lordsburg — Près de ce site, l'armée américaine a exploité un camp pendant la Seconde Guerre mondiale. Il a ouvert ses portes en tant que camp d'internement pour les civils japonais et japonais-américains de 1942 à 1943, avant de rouvrir en tant que camp de prisonniers de guerre de Lordsburg pour les Allemands et les Italiens de 1943 à 1945. Ce camp est l'un des rares sites aux États-Unis à avoir hébergé des Japonais, des Allemands et des Italiens pendant ses opérations. »